# Kázání na rovině

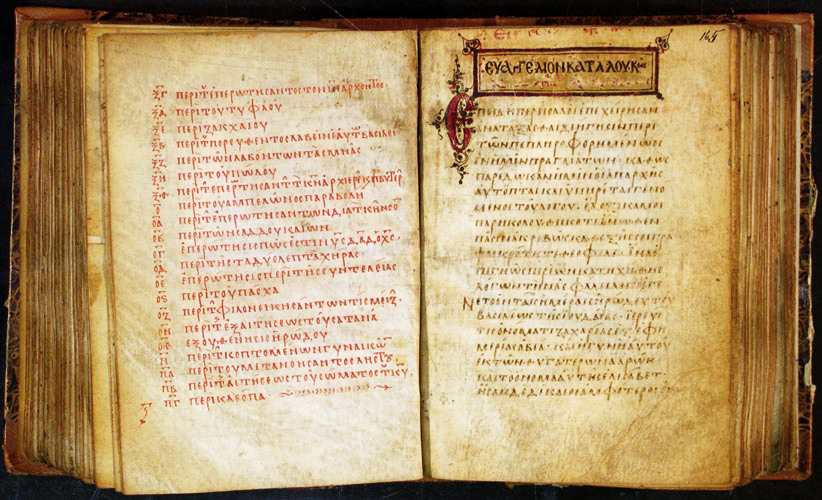
Začátek Lukášova evangelia z kodexu Petropolitanus, 9. století

V křesťanství se Kázáním na rovině označuje soubor Ježíšových kázání v Lukášově evangeliu v Lk 6, 20–49 (Kral, ČEP). Toto kázání lze přirovnat k delšímu Kázání na hoře v Matoušově evangeliu.
Lukáš 6,12-20a popisuje události, které vedly ke kázání. Ježíš v něm strávil noc na hoře a modlil se k Bohu. O dva dny později shromáždil své učedníky a vybral z nich dvanáct, které nazval apoštoly. Cestou z hory stanul na „rovném místě“ (ἐπὶ τόπου πεδινοῦ, epi topou pedinou), kde se shromáždil dav lidí. Poté, co Ježíš uzdravil lidi s „nečistými duchy“, začal to, čemu se dnes říká kázání na rovině. 

## Poselství
Mezi významná poselství kázání patří: 
- Blahoslavenství a běda (6,20-26)
- Milujte své nepřátele a nastavte druhou tvář (6,27-36)
- Chovej se k druhým tak, jak chceš, aby se chovali k tobě (6,31)
- Nesuďte a nebudete souzeni, neodsuzujte a nebudete odsouzeni, odpouštějte a bude vám odpuštěno, dávejte a dostanete (6,37-38)
- Může slepý vést slepého? Učedníci nejsou nad svým učitelem (6,39-40a)
- Než se začneš zabývat třískou v oku svého přítele, odstraň trám ze svého oka (40b-42)
- Dobrý strom nedává špatné ovoce a špatný strom nemůže dát dobré ovoce, každý strom se pozná podle ovoce (43-45)
- Proč mi říkáte Pane, Pane, a přitom neděláte, co vám přikazuji? (46)
- Kdo se řídí těmito mými slovy, staví na skále a přežije, kdo ne, staví na písku a bude zničen (47-49)

V Lukášově evangeliu – Lk 7, 1 (Kral, ČEP) se Ježíš poté, co řekl zástupu vše, co měl na srdci, vydal do Kafarnaa, které podle Lukášovy chronologie nenavštívil od návštěvy zmiňované v Lk 4, 31 (Kral, ČEP).